# احمد عثمان (بازیکن فوتبال)
احمد عثمان (بلغاری: Ахмед Осман؛ زادهٔ ۲۳ آوریل ۱۹۸۵) بازیکن فوتبال اهل بلغارستان است.